# Leptothorax gallae
Leptothorax gallae är en myrart som beskrevs av Smith 1949. Leptothorax gallae ingår i släktet smalmyror, och familjen myror. Inga underarter finns listade i Catalogue of Life.